# Домбай (Омська область)
Домбай (рос. Домбай) — аул у Мар'яновському районі Омської області Російської Федерації.
Належить до муніципального утворення Москаленське сільське поселення. Населення становить 403 особи.

## Історія
Згідно із законом від 30 липня 2004 року органом місцевого самоврядування є Москаленське сільське поселення.

## Населення
| 2010 |
| ---- |
| 403  |